# Списак чланова АНУРС
Чланови Академије наука и умјетности Републике Српске (АНУРС) су личности које се на пољу научних, културних и умјетничких достигнућа истичу по стручности, и као такве на основу властитих заслуга унапређења науке, културе и умјетности у Републици Српској и иностранству, стичу чланство Академије.

## Чланства Академије
Чланство при Академији се разврстава на основу пријашњих способности, заслуга, те на основу доприноса и присутности у раду саме Академије. Чланови Академије су најчешће доказани научни радници, универзитетски професори, истраживачи и други стручњаци.

### Категоризација чланства на основу доприноса и присутности
- Редовни чланови
- Дописни чланови
- Чланови ван редовног састава
- Инострани чланови
- Преминули чланови

### Категоризација чланства на основу стручности
- Одјељење друштвених наука
- Одјељење књижевности и умјетности
- Одјељење медицинских наука
- Одјељење природно-математичких и техничких наука

## Списак чланова Академије
Списак свих чланова Академије наука и умјетности Републике Српске разврстан по врсти чланства, одјељењима и одборима. Чланови се бирају на изборним скупштинама Академије.
Скраћенице у табелама имају сљедеће значење: Рођ. прем. = рођен - преминуо, Доп. = дописни члан, Ред. = редовни члан, В. р. саст. = члан ван радног састава, Иностр. = инострани члан, ИРС - изван радног састава

### Одјељење друштвених наука
| Име и презиме                            | Рођен               | Звање и научна област                                                                                                | Доп.                   | Ред.                  | Иностр.            | Слика |
| ---------------------------------------- | ------------------- | --- | ---------------------- | --------------------- | ------------------ | ----- |
| Рајко Кузмановић                         | 1. децембра 1931.   | доктор правних наука, универзитетски професор, уставно право и упоредни политички системи                            | 27. јуни 1997.         | 21. јуни 2004.        |                    |       |
| Алекса Буха                              | 21. новембар 1939.  | Њемачка класична и новија филозофија                                                                                 | 21. јуни 2004.         | 5. септембар 2008.    |                    |       |
| Драго Бранковић,                         | 6. мај 1945.        | професор, савремени токови у педагогији, достигнућа дидактичких теорија                                              | 5. септембар 2008.     | 21. децембар 2012.    |                    |       |
| Снежана Савић, секретар Одјељења         | 19. децембар 1958.  | професор, теорија државе и права                                                                                     | 5. септембар 2008.     | 21. децембар 2012.    |                    |       |
| Витомир Поповић                          | 20. јун 1956.       | професор, међународно трговинско право                                                                               | 21. децембар 2012.     |                       |                    |       |
| Рајко Томаш, замјеник секретара Одјељења | 10. август 1955.    | економиста, теоријска економија                                                                                      | 21. децембар 2012.     | 22. децембар 2021.    |                    |       |
| Зоран Арсовић                            | 1967.               | професор, историја филозофије и онтологија                                                                           | 22. децембар 2021.     |                       |                    |       |
| Никола Поповић                           | 19. децембар 1939.  | историчар, општа савремена историја                                                                                  | 5. септембар 2008. ИРС | 4. децембар 2015. ИРС |                    |       |
| Мирко Васиљевић                          | 11. октобар 1949.   | професор, грађанско право – облигације                                                                               |                        |                       | 5. септембар 2008. |       |
| Хаим Хил Алуха (es)                      | 25. септембар 1936. | доктор економских наука, професор, пословно управљање                                                                |                        |                       | 17. март 2011.     |       |
| Игор Трунов Леонидович                   | 12. август 1961.    | доктор правних наука, магистар економских наука, професор, заштита права личности у области кривично-процесног права |                        |                       | 17. март 2011.     |       |
| Владо Камбовски                          | 5. јануар 1948.     | правник, кривично право                                                                                              |                        |                       | 21. децембар 2012. |       |
| Ненад Вуњак                              | 16. октобар 1951.   | економиста, банкарство и пословне финансије                                                                          |                        |                       | 4. децембар 2015.  |       |
| Радован Вукадиновић                      | 20. мај 1953.       | правник, пословно право                                                                                              |                        |                       | 4. децембар 2015.  |       |
| Јелена Гускова                           | 23. септембар 1949. | историчар, савремена историја Балкана у међународним односима                                                        |                        |                       | 4. децембар 2015.  |       |
| Предраг Пузовић                          | 6. мај 1950.        | историчар, историја Српске православне цркве                                                                         |                        |                       | 4. децембар 2015.  |       |
| Славенко Терзић                          | 14. март 1949.      | историчар, историја српског народа у 19. и 20. вијеку                                                                |                        |                       | 4. децембар 2015.  |       |
| Драган Симеуновић                        | 22. јун 1953.       | историја српске политичке мисли, феноменологија политичког насиља и тероризма                                        |                        |                       | 12. децембар 2018. |       |
| Миодраг Орлић                            | 7. март 1939.       | право, грађанско право                                                                                               |                        |                       | 12. децембар 2018. |       |
| Колобов Олег Алексејевич                 | 26. јун 1948.       | професор, историја                                                                                                   |                        |                       | 22. децембар 2021. |       |
| Илија Марић                              | 4. децембар 1953.   | професор, филозофија и физиохемија                                                                                   |                        |                       | 22. децембар 2021. |       |
| Јосип Муселимовић                        | 1945.               | право |                        |                       | 22. децембар 2021. |       |

### Одјељење књижевности и умјетности
| Име и презиме                                            | Рођ. прем.         | Звање и научна област                                                                                                | Доп.                   | Ред.                   | Иностр.            | Слика |
| -------------------------------------------------------- | ------------------ | --- | ---------------------- | ---------------------- | ------------------ | ----- |
| Гојко Ђого                                               | 21. новембар 1940. | књижевник, пјесник и есејиста                                                                                        | 27. јуни 1997.         | 21. јуни 2004.         |                    |       |
| Слободан Реметић                                         | 3. август 1945.    | Редовни професор универзитета, научни саветник. Област рада: Дијалектологија и историја српског језика               | 21. јуни 2004.         | 5. септембар 2008.     |                    |       |
| Бранко Летић                                             | 11. јануар 1943.   | историчар књижевности                                                                                                | 21. децембар 2012.     | 21. децембар 2018.     |                    |       |
| Миливоје Унковић, потпредсједник АНУРС                   | 9. август 1944.    | ликовни умјетник | 21. децембар 2012.     | 21. децембар 2018      |                    |       |
| Ранко Поповић, секретар Одјељења                         | 28. мај 1961.      | српска књижевност XX вијека                                                                                          | 21. децембар 2018.     |                        |                    |       |
| Миомирка Драгомировић Трбић, замјеник секретара Одјељења | 1960.              | архитектура | 7. фебруар 2025.       |                        |                    |       |
| Станиша Тутњевић                                         | 20. новембар 1942. | историчар књижевности                                                                                                | 21. децембар 2012. ИРС | 21. децембар 2018. ИРС |                    |       |
| Срето Танасић                                            | 27. јун 1949.      | синтакса савременог српског језика, стандардни језик и језичка култура                                               | 21. децембар 2018. ИРС |                        |                    |       |
| Петер Хандке                                             | 6. децембар 1942.  | професор, правник, романописац, приповједач, пјесник, драматичар, писац радио-драма, филмских сценарија и преводилац |                        |                        | 5. септембар 2008. |       |
| Емир Кустурица                                           | 24. новембра 1954. | филмски режисер, режија                                                                                              |                        |                        | 9. децембар 2011.  |       |
| Марко Мушич                                              | 30. јануар 1941.   | архитектура |                        |                        | 21. децембар 2012. |       |
| Дарко Танасковић                                         | 4. јануар 1948.    | турколог, исламолог, исламска култура и цивилизација, арапски језик                                                  |                        |                        | 4. децембар 2015.  |       |
| Никола Цекић                                             | 6. децембар 1949.  | професор, архитектонско пројектовање                                                                                 |                        |                        | 21. децембар 2018. |       |
| Михаило Вукас                                            | 1939.              | књижевник |                        |                        | 21. децембар 2018. |       |
| Драган Станић                                            | 31. мај 1956.      | књижевност |                        |                        | 22. децембар 2021. |       |

### Одјељење природно-математичких и техничких наука
| Име и презиме                            | Рођ. прем.          | Звање и научна област                                                                    | Доп.                   | Ред.                   | Иностр.            | Слика |
| ---------------------------------------- | ------------------- | ---------------------------------------------------------------------------------------- | ---------------------- | ---------------------- | ------------------ | ----- |
| Бранко Шкундрић                          | 10. фебруар 1934.   | физичка хемија, кинетика и катализа                                                      | 27. јуни 1997.         | 21. јуни 2004.         |                    |       |
| Драгољуб Мирјанић, предсједник АНУРС     | 2. новембра 1954.   | физика                                                                                   | 27. јуни 1997.         | 21. јуни 2004.         |                    |       |
| Неђо Ђурић, секретар Одјељења            | 1. октобар 1955.    | геологија                                                                                | 21. децембар 2012.     | 21. децембар 2018.     |                    |       |
| Зоран Митровић                           | 14. јануар 1969.    | математика                                                                               | 4. децембар 2015.      | 22. децембар 2021.     |                    |       |
| Есад Јакуповић, генерални секретар АНУРС | 21. септембар 1950. | математика                                                                               | 4. децембар 2015.      | 22. децембар 2021.     |                    |       |
| Зоран Говедар                            | 1. јануар 1967.     | професор, гајење шума                                                                    | 22. децембар 2021      |                        |                    |       |
| Ново Пржуљ, замјеник секретара Одјељења  | 14. јануар 1956.    | генетика                                                                                 | 21. децембар 2012. ИРС | 21. мај 2019.          |                    |       |
| Јован Шетрајчић                          | 7. април 1951.      | теоријска физика                                                                         |                        | 21. децембар 2012. ИРС | 21. јуни 2004.     |       |
| Александар Грубић                        | 19. новембар 1929.  | геонаука                                                                                 |                        |                        | 21. јуни 2004.     |       |
| Илија Нејков Немингенчев (bg)            | 22. јул 1943.       | професор, електронска схемотехника, комуникационе трансформаторске конструкције          |                        |                        | 5. септембар 2008. |       |
| Стане Пејовник (sl)                      | 4. мај 1946.        | доктор хемијских наука, професор, наука о материјалима                                   |                        |                        | 17. март 2011.     |       |
| Филип Говоров Парамонович (uk)           | 22. новембра 1948.  | универзитетски професор, доктор техничких наука, техничке науке                          |                        |                        | 9. децембар 2011.  |       |
| Џералд Полак                             | 1940.               | професор, биологија                                                                      |                        |                        | 9. децембар 2011.  |       |
| Томислав Павловић                        | 14. септембар 1949. | проферсор, физика                                                                        |                        |                        | 21. децембар 2012. |       |
| Јасмина Вујић                            | 25. децембар 1953.  | проферсор, нуклеарна енергетика                                                          |                        |                        | 23. мај 2013.      |       |
| Драган Шкорић                            | 16. септембар 1937. | проферсор, генетичар                                                                     |                        |                        | 4. децембар 2015.  |       |
| Гилберт Фајл                             | 18. март 1937.      | проферсор, физика                                                                        |                        |                        | 4. децембар 2015.  |       |
| Милован Пецељ                            | 15. децембар 1949.  | географија, физичка географија                                                           |                        |                        | 21. децембар 2018. |       |
| Светлана Стевовић                        | 4. јануар 1956.     | професор, пројектовање и хидротехничке конструкције, инжењерство заштите животне средине |                        |                        | 22. децембар 2021. |       |
| Ненад Филиповић                          | 23. фебруар 1970.   | професор, машинско инжењерство, биомедицинско инжењерство                                |                        |                        | 22. децембар 2021. |       |
| Слободан Вујић                           | 23. јун 1947.       | професор, рударско инжењерство                                                           |                        |                        | 22. децембар 2021. |       |

### Одјељење медицинских наука
| Име и презиме                             | Рођ. прем.          | Звање и научна област                                    | Доп.                   | Ред.                   | Иностр.            | Слика |
| ----------------------------------------- | ------------------- | -------------------------------------------------------- | ---------------------- | ---------------------- | ------------------ | ----- |
| Мирко Шошић                               | 9. јуни 1935.       | торакална хирургија                                      | 27. јуни 1997.         | 21. јуни 2004.         |                    |       |
| Марко Вуковић, секретара Одјељења         | 8. мај 1936.        | хирургија – трауматологија                               | 21. јуни 2004.         | 17. март 2011.         |                    |       |
| Душко Вулић, потпредсједник АНУРС         | 21. април 1960.     | професор, кардиологија                                   | 4. децембар 2015.      | 22. децембар 2021.     |                    |       |
| Вељко Марић                               | 25. јануар 1953.    | професор, хирургија                                      | 21. децембар 2018.     |                        |                    |       |
| Сњежана Поповић Пејичић                   | 1. октобар 1956.    | професор, интерна медицина, ендокринологија              | 22. децембар 2021.     |                        |                    |       |
| Ранко Шкрбић, замјеник секретара Одјељења | 10. април 1961.     | професор, фармакологија и токсикологија                  | 22. децембар 2021.     |                        |                    |       |
| Гордана Стевановић                        | 16. септембар 1947. | професор, патологија                                     | 5. септембра 2008. ИРС |                        |                    |       |
| Војко Ђукић                               | 2. јануар 1955.     | професор, оториноларингологија                           | 21. децембар 2012. ИРС | 21. децембар 2018. ИРС |                    |       |
| Владимир Кањух                            | 4. март 1929.       | кардиоваскуларна патологија                              |                        |                        | 5. септембар 2008. |       |
| Миодраг Остојић                           | 7. јули 1946.       | професор, катетеризација срца и интервентна кардиологија |                        |                        | 5. септембра 2008. |       |
| Рајко Игић                                | 9. новембар 1937.   | професор, фармакологија                                  |                        |                        | 21. децембар 2012. |       |
| Предраг Пешко                             | 29. мај 1955.       | професор, хирургија                                      |                        |                        | 21. децембар 2012. |       |
| Драган Мицић                              | 13. јануар 1950.    | професор, ендокринологија                                |                        |                        | 23. мај 2013.      |       |
| Предраг Ђорђевић                          | 30. јануар 1940.    | професор, интерна медицина                               |                        |                        | 23. мај 2013.      |       |
| Нејтан Вонг                               | 18. април 1961.     | професор, кардиологија                                   |                        |                        | 6. децембар 2013.  |       |
| Предраг Милојевић                         | 20. децембар 1961.  | професор, кадриохирургија                                |                        |                        | 21. децембар 2018. |       |
| Небојша Лалић                             | 14. јануар 1958.    | професор, ендокринологија и дијабетологија               |                        |                        | 21. децембар 2018. |       |
| Милан Недељковић                          | 15. септембар 1957. | професор, интерна медицина – кардиологија                |                        |                        | 22. децембар 2021. |       |

### Преминули чланови
| Име и презиме                     | Рођ. прем.                            | Звање и научна област                                                                | Доп.               | Ред.               | В. р. саст.        | Иностр.            | Слика |
| --------------------------------- | ------------------------------------- | ------------------------------------------------------------------------------------ | ------------------ | ------------------ | ------------------ | ------------------ | ----- |
| Војин Комадина                    | 8. новембар 1933. 9. фебруар 1997.    | композитор и први генерални секретар Академије наука и умјетности Републике          |                    | 11. октобра 1996.  |                    |                    |       |
| Петар Мандић                      | 12. јул 1928. 26. јуна 1999.          | педагог и први предсједник Академије наука и умјетности Републике                    |                    | 11. октобра 1996.  |                    |                    |       |
| Манојло Маравић                   | 17. новембар 1919. 8. мај 2000.       | професор, математичар                                                                |                    | 11. октобра 1996.  |                    |                    |       |
| Славко Леовац                     | 27. март 1929. 5. септембар 2000.     | књижевник, књижевни критичар, историчар                                              | 11. октобра 1996.  | 27. јуна 1997.     |                    |                    |       |
| Сретен Бошковић                   | 15. фебруар 1931. 5. март 2002.       | професор, хирург                                                                     | 27. јуна 1997.     |                    |                    |                    |       |
| Слободан Јанковић                 | 1925. 13. мај 2002.                   | професор, геологија                                                                  |                    |                    | 27. јуна 1997.     |                    |       |
| Милан Васић                       | 19. децембар 1928. 26. децембар 2003. | историчар                                                                            |                    | 27. јуна 1997.     |                    |                    |       |
| Бориша Старовић                   | 5. август 1940. 16. мај 2005.         | љекар, професор хирургије                                                            | 27. јуна 1997.     | 21. јуна 2004.     |                    |                    |       |
| Владимир Волков (en)              | 7. новембар 1932. 14. септембар 2005. | књижевник, доктор филозофије                                                         |                    |                    |                    | 27. јуна 1997.     |       |
| Гашо Мијановић                    | 29. јануара 1924. 4. мај 2007.        | правник, уставно право                                                               | 27. јуна 1997.     | 21. јуна 2004.     |                    |                    |       |
| Новица Петковић                   | 18. јануара 1941. 7. август 2008.     | теоретичар књижевности, српска књижевност ХХ вијека                                  | 27. јуна 1997.     | 21. јуна 2004.     |                    |                    |       |
| Здравко Антонић                   | 22. март 1934. 7. јануар 2009.        | историчар, савремена историја југословенских народа                                  | 21. јуни 2004.     |                    |                    |                    |       |
| Веселин Перић                     | 20. јануара 1930. 3. децембар 2009.   | алгебра, линеарна алгебра и математичко програмирање                                 | 11. октобра 1996.  | 27. јуна 1997.     |                    |                    |       |
| Момчило Момо Капор                | 8. априла 1937. 3. март 2010.         | академски сликар, књижевник                                                          | 27. јуна 1997.     | 21. јуна 2004.     |                    |                    |       |
| Милорад Ћоровић                   | 25. новембра 1932. 10. април 2010.    | академски сликар                                                                     | 27. јуни 1997.     | 8. децембар 2006.  |                    |                    |       |
| Миодраг Попадић                   | 9. јануар 1932. 2. септембар 2010.    | професор, интерна медицина                                                           |                    |                    | 21. јуни 2004.     |                    |       |
| Недељко Неђо Шиповац              | 12. март 1938. 20. новембар 2010.     | књижевник, романсијер и есејиста                                                     | 27. јуни 1997.     | 5. септембар 2008. |                    |                    |       |
| Бранко Милановић                  | 25. април 1930. 16. јануар 2011.      | новија српска књижевност                                                             | 27. јуни 1997.     | 8. децембар 2006.  |                    |                    |       |
| Војислав Лубарда                  | 17. јуни 1930. 13. октобар 2013.      | књижевник, романсијер                                                                | 27. јуни 1997.     | 21. јуни 2004.     |                    |                    |       |
| Стеван Карамата                   | 26. септембар 1926. 22. јул 2015.     | петрогенеза, геохемија и минералогија                                                |                    |                    |                    | 21. јуни 2004.     |       |
| Милорад Екмечић                   | 4. октобар 1928. 29. август 2015.     | Академик САНУ, редовни професор универзитета, историчар, Историја новог вијека       |                    |                    | 11. октобар 1996.  |                    |       |
| Радован Вучковић                  | 12. новембар 1935. 5. јануар 2016.    | југословенска и српска књижевност ХХ вијека                                          |                    | 27. јуни 1997.     |                    |                    |       |
| Светозар Кољевић                  | 9. септембар 1930. 29. мај 2016.      | енглеска и компаративна књижевност                                                   |                    | 27. јуни 1997.     |                    |                    |       |
| Радослав Братић                   | 28. јун 1948. 2. јун 2016.            | књижевник, драматург                                                                 | 4. децембар 2015.  |                    |                    |                    |       |
| Николај Иванович Дубина           | 2. јануар 1932. 13. јануар 2017.      | универзитетски професор, доктор филологије, филологија                               |                    |                    |                    | 9. децембар 2011.  |       |
| Игор Растиславович Шафаревич (ru) | 3. јун 1923. 19. фебруар 2017.        | доктор математичких наука                                                            |                    |                    |                    | 27. јун 1997.      |       |
| Јанис Трипанагностопулос          | 10. децембар 1950. 19. април 2017.    | професор, експериментална физика.                                                    |                    |                    |                    | 4. децембар 2015.  |       |
| Пантелија Дакић                   | 20. септембар 1946. 11. мај 2017.     | професор, аутоматизација и обрада материјала                                         | 5. септембар 2008. | 6. децембар 2013.  |                    |                    |       |
| Ђуро Тошић                        | 1. октобар 1946. 6. фебруар 2019.     | историчар, професор, средњи вијек                                                    | 5. септембар 2008. | 21. децембар 2012. |                    |                    |       |
| Слободан Перовић                  | 10. септембар 1932. 17. фебруар 2019. | Грађанско право – облигације                                                         |                    |                    |                    | 21. јуни 2004.     |       |
| Љубомир Зуковић                   | 5. март 1937. 19. октобар 2019.       | историја српске књижевности – народна књижевност                                     | 27. јуни 1997.     | 21. јуни 2004.     |                    |                    |       |
| Раде Михаљчић                     | 21. јануар 1937. 26. март 2020.       | Редовни професор универзитета, историчар, Историја средњег вијека                    | 21. јун 2004.      | 5. септембар 2008. |                    |                    |       |
| Милинко Шарановић                 | 14. октобар 1929. 24. април 2020.     | теорија електромагнетног поља                                                        |                    |                    |                    | 21. јун 2004.      |       |
| Васкрсија Јањић                   | 30. април 1944. 13. октобар 2020.     | фитофармација и хербологија                                                          | 27. јуни 1997.     | 21. јуни 2004.     |                    |                    |       |
| Славица Јандрић                   | 2. јул 1952. 27. април 2021.          | професор, реуматолог и физијатар                                                     | 4. децембар 2015.  |                    |                    |                    |       |
| Мирослав Тохољ                    | 11. април 1957. 23. јул 2021.         | књижевник                                                                            |                    |                    | 4. децембар 2015.  |                    |       |
| Милан Јокановић                   | 6. децембар 1955. 17. септембар 2021. | професор, токсиколог                                                                 |                    |                    | 5. септембар 2008. |                    |       |
| Никола Поткоњак                   | 4. април 1924. 5. новембар 2021.      | доктор педагошких наука, педагог                                                     |                    |                    |                    | 6. децембар 2013.  |       |
| Милован Витезовић                 | 11. септембар 1944. 22. март 2022.    | књижевник                                                                            |                    |                    |                    | 22. децембар 2021. |       |
| Радован Крагуљ                    | 10. септембар 1935. 28. јул 2022.     | сликар, умјетник                                                                     |                    |                    |                    | 4. децембар 2015.  |       |
| Десанка Ковачевић Којић           | 3. октобар 1925. 13. август 2022.     | историчар, српска историја средњег вијека                                            |                    | 11. октобар 1996.  |                    |                    |       |
| Љубиша Ракић                      | 11. април 1931. 14. октобар 2022.     | професор, доктор медицинских наука, неуролошке науке                                 |                    |                    |                    | 9. децембар 2011.  |       |
| Рајко Петров Ного                 | 13. мај 1945. 28. новембар 2022.      | књижевник, пјесник и књижевник критичар                                              | 27. јун 1997.      | 21. јун 2004.      |                    |                    |       |
| Зоран Лакић                       | 31. октобар 1933. 20. децембар 2022.  | историчар, историја Југославије                                                      |                    |                    |                    | 12. децембар 2018. |       |
| Душан М. Берић                    | 7. јануар 1948. 29. април 2023.       | историчар, српска и балканска историја од 18. вијека до 1918. године                 |                    |                    | 4. децембар 2015.  |                    |       |
| Србољуб Живановић                 | 21. децембар 1933. 1. јануар 2024.    | професор, анатомија и физиологија                                                    |                    |                    |                    | 23. мај 2013.      |       |
| Драган Данелишен                  | 14. јун 1941. 15. јануар 2024.        | професор, неонатолошка хирургија, ембрионални тумори и дјечја урологија и политраума | 5. септембар 2008. | 21. децембар 2012. |                    |                    |       |
| Дренка Шећеров-Зечевић            | 18. септембра 1933. 22. јун 2024.     | нормална анатомија човјека                                                           | 27. јун 1997.      | 21. јун 2004.      |                    |                    |       |
| Војислав Максимовић               | 4. август 1935. 27. август 2024.      | историја књижевности и библиотекарство                                               | 27. јун 1997.      | 21. јун 2004.      |                    |                    |       |
| Миливоје Надаждин                 | 6. новембар 1932. 22. фебруар 2025.   | храна и исхрана животиња                                                             | 27. јун 1997.      | 21. јун 2004.      |                    |                    |       |